# Alexandre III d'Escòcia
Alexandre III d'Escòcia- en gaèlic escocès Alasdair mac Alasdair mac Uilliam Garbh- (Roxburg, 4 de setembre de 1241 - 19 de març de 1286) fou rei d'Escòcia, fill i successor d'Alexandre II. Fou el darrer membre masculí de la casa de Dunkeld, iniciada amb Duncan I i darrer descendent de Kenneth MacAlpin.
Fou obligat a acceptar la regència del rei Enric III d'Anglaterra del 1255 al 1262, qui l'obligà a casar-se amb la seva filla Margarida. Iniciada la guerra escocesonoruega, el 1263 vencé al rei noruec Haakon IV a la batalla de Largs (Argyll) sobre el Clyde i li prengué les Hèbrides. Això obligà al fill d'aquest, Magnus VI de Noruega, a signar el 1266 el tractat de Perth, pel qual renunciava a l'illa de Man i a les Hèbrides a canvi d'un tribut. Endemés, el 1281 casava la seva filla Margarida amb el fill de Magnus, Erik.
Tanmateix, el 1278 es va veure obligat a rendir homenatge al nou rei d'Anglaterra, Eduard I, sota una mútua reserva d'independència. I per a més desgràcia, els seus dos fills mascles van morir abans que ell, de manera que va morir sense descendència masculina. La necessitat d'un hereu baró el van portar a contreure un segon matrimoni amb Violant de Dreux l'1 de novembre 1285.